# Megachile melanogaster
Megachile melanogaster är en biart som beskrevs av Eduard Friedrich Eversmann 1852. Megachile melanogaster ingår i släktet tapetserarbin, och familjen buksamlarbin. Inga underarter finns listade i Catalogue of Life.